# Udo Dirkschneider

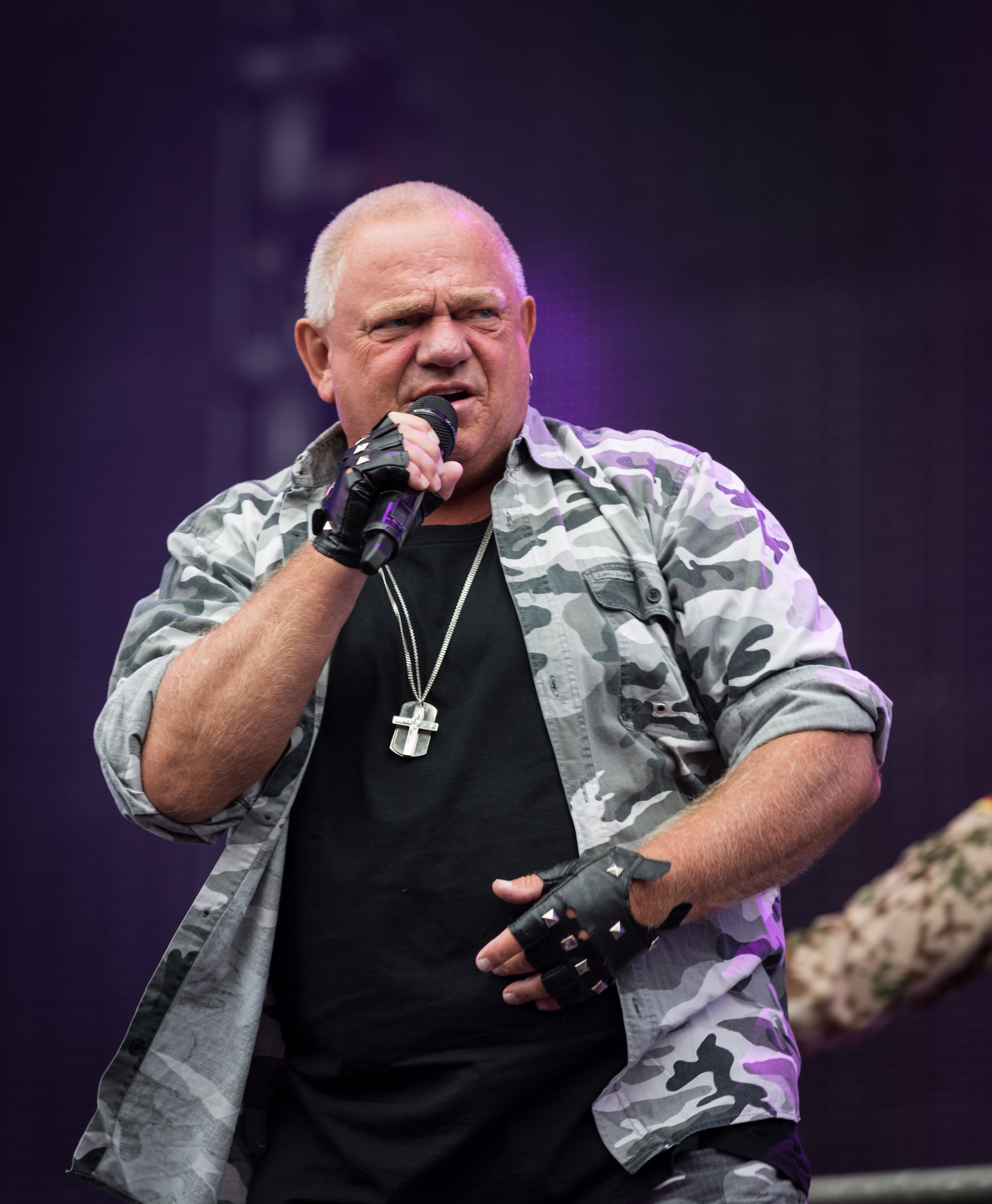
Dirkschneider mit U.D.O. (2015)

Udo Dirkschneider (* 6. April 1952 in Wuppertal) ist ein deutscher Heavy-Metal-Musiker und Gründungsmitglied sowie ehemaliger Sänger von Accept. Nach seinem zunächst unfreiwilligen Ausstieg bei Accept 1987 gründete er die Band U.D.O. Diese Band pausierte zwischenzeitlich, nachdem Dirkschneider zu Accept zurückgekehrt war. Dirkschneider ist bekannt für seine „Reibeisenstimme“.

## Jugendzeit
Mit 14 Jahren erhielt Dirkschneider ein Keyboard. Zu diesem Zeitpunkt hatte er noch kein Interesse am Gesang. Ein Klassenkamerad Dirkschneiders war der spätere Produzent Michael Wagener. Dieser begann zur gleichen Zeit mit dem Spielen der E-Gitarre, so dass beide eine Band gründeten. Später entschied sich Dirkschneider zu singen, anstatt Keyboard zu spielen. Nachdem die beiden drei Jahre lang in Klubs gespielt hatten, änderten sie 1971 den Namen ihrer Band in Accept, nach einem Albumtitel der britischen Band Chicken Shack. Eigentlich hätte Udo Dirkschneider die elterliche Werkzeugfabrik übernehmen sollen, aber als sein musikalisches Engagement überhandnahm, musste er sich entscheiden: „Die Firma übernehmen, oder in den Wahnsinn treten – also bin ich in den Wahnsinn getreten“. Den elterlichen Betrieb übernahm indes sein Bruder.

## Karriere

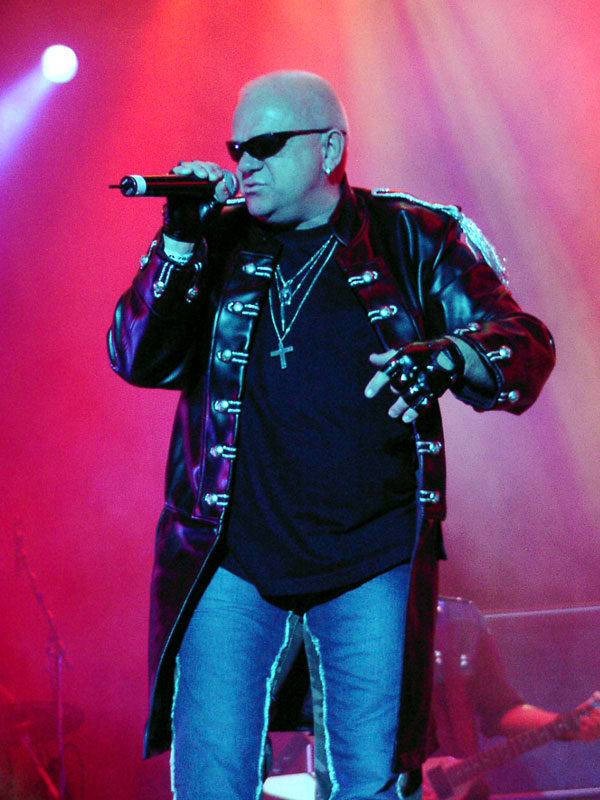
Dirkschneider auf dem Wacken Open Air 2005

Dirkschneider gelang es mit seiner Band Accept in den frühen 80er Jahren zum Aushängeschild des deutschen Metals zu avancieren. Weltweite Erfolge und über zwei Millionen verkaufte Exemplare des Albums Balls to the Wall festigten den Status der Band.
Im Jahre 1987 verließ er die Band in Freundschaft, da seine Stimme nicht als massenkompatibel genug angesehen wurde und der Rest der Band sich nun an Musik im Stile der Scorpions versuchen wollte.

„Aus der eigenen Band rausgeschmissen zu werden, habe ich eigentlich erst später realisiert.“

Dirkschneider gründete daraufhin die Band U.D.O., in der er auch die einzige Konstante ist. Mit U.D.O. blieb er dem klassischen Heavy Metal treu. Das erste Album Animal House, geschrieben von den Mitgliedern von Accept sowie Deaffy (Managerin Gaby Hoffmann), knüpfte an den Stil von Balls to the Wall an. „Man hat mir mein Soloprojekt auf dem goldenen Tablett präsentiert“, resümierte Udo Dirkschneider später.
1990 musste die Tour der Band wegen körperlicher Probleme Dirkschneiders abgebrochen werden. Ein Jahr später erschien noch das Album Timebomb, kurz darauf trennte sich die Band ganz zugunsten einer Accept-Reunion. In den Jahren 1992–1996 erschienen drei Accept-Alben mit Udo Dirkschneider, ehe sich die Gruppe wieder trennte. Fortan reaktivierte Udo Dirkschneider seine Band U.D.O., spielte aber auch 2005 noch einige Konzerte mit Accept, ehe es zum endgültigen Bruch kam. Am 16. Oktober 2013 erwirkte Accept für Dirkschneider und dessen Band U.D.O. ein Hallenverbot für das Christmas Metal Festival am 15. Dezember 2013 in Geiselwind. In der Folgezeit trat der Sänger nur unter dem Projektnamen Dirkschneider auf, später auch wieder als U.D.O., für die seit 2015 sein Sohn Sven Dirkschneider Schlagzeug spielt.

### Zusammenarbeit mit anderen Musikern

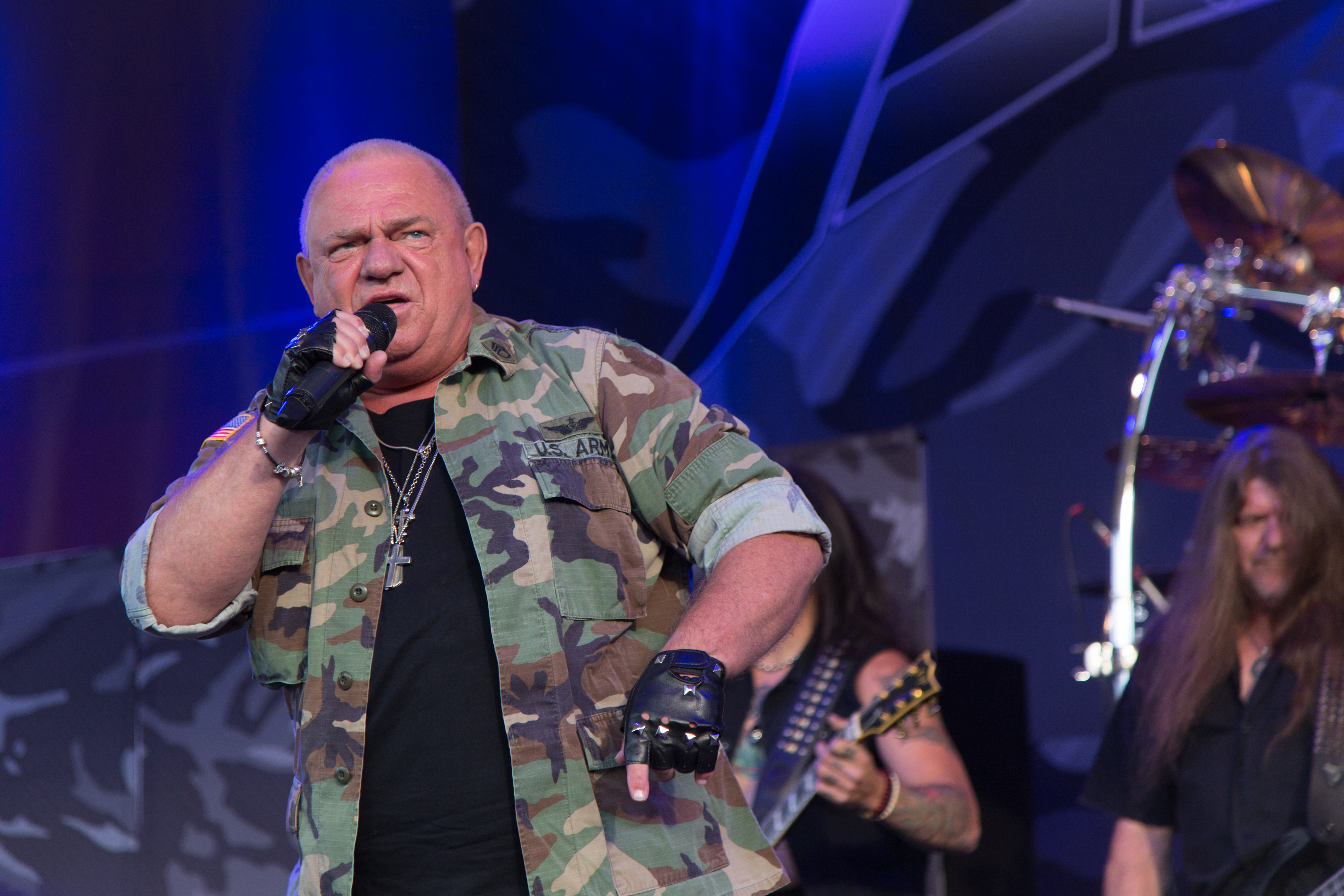
Dirkschneider auf dem Rock Hard Festival 2017

Im Jahre 1999 nahm Hammerfall eine Version des Helloween-Klassikers I Want Out auf, auf der Dirkschneider und Kai Hansen Gastauftritte hatten (Kai Hansen und Joacim Cans als Sänger, Dirkschneider als Begleitsänger). Dirkschneider sang ebenfalls als Gastsänger auf der Hammerfall-Version des Accept-Songs Head Over Heels.
Ebenfalls zu sehen ist er in einem Musikvideo für den Song Shtil' (Штиль) der russischen Heavy-Metal-Band Arija.
Dirkschneider nahm im Jahre 1983 ebenfalls eine Version des Songs Born to Be Wild zusammen mit der NWOBHM-Band Raven auf. Eine bekannte Kollaboration ist das Duett auf der Rockballade Dancing with an Angel mit Doro Pesch. Im Jahr 2006 nahm er mit der Band Lordi den Song They Only Come Out at Night für ihr Album The Arockalypse auf. Zwei Jahre später sang er dieses Lied beim Wacken Open Air zusammen mit Lordi live. Mr. Lordi selbst sagte in einem Kerrang!-Interview, dass die Songs Don't Look Back und Blitz of Lightning von U.D.O. sein Leben veränderten.
2015 trat Dirkschneider mit dem Bundeswehrorchester auf dem Wacken Open Air auf.
Dirkschneider ist Gastsänger bei dem Lied Addicted to Metal auf dem gleichnamigen Album von Kissin’ Dynamite. Er absolvierte 2012 eine Tour durch Russland und im Dezember 2013 mit dem 32-köpfigen Magnum Opus Rockestra unter Leitung von Marcel Heijnen eine spezielle Christmas Metal Symphony Tour. Andere Sänger dieses Projekts waren Michael Kiske, Joey Belladonna, Chuck Billy, Joacim Cans und Floor Jansen.
Im Frühjahr 2021 kündigte Udo Dirkschneider unter dem Projektnamen Dirkschneider & The Old Gang eine Zusammenarbeit mit den früheren Accept-Mitgliedern Peter Baltes und Stefan Kaufmann an. In der Folge wurden die beiden Titel Where the Angels Fly und Face of a Stranger auf Youtube veröffentlicht. Neben dem Schlagzeuger Sven Dirkschneider und der Sängerin Manuela Bibert ist bei dem zweiten Titel auch der ehemalige U.D.O.-Gitarrist Mathias Dieth zu hören. Wegen der Corona-Pandemie wurden die Videos an unterschiedlichen Orten in Deutschland und den USA produziert.

## Diskografie

### Solo
- 2016: Lts
- 2017: Live: Back to the Roots – Accepted!
- 2021: Arising (als Dirkschneider & The Old Gang)
- 2022: My Way

### Accept
- siehe Accept/Diskografie

### U.D.O.
- siehe U.D.O. Diskografie

## Trivia
- Der Charakter Dark Schneider in der japanischen Manga- und Anime-Serie Bastard!! ist nach Udo Dirkschneider benannt.[14]
- Skid Rows Sebastian Bach erklärte, dass Dirkschneider den „the most metal name of all time“ (den am meisten nach Metal klingenden Namen aller Zeiten) habe.[15]